# Allen Berg
Allen Berg (Vancouver, 1 augustus 1961) is een Canadees voormalig Formule 1-coureur. Hij racete in zijn carrière negen races voor het team Osella.
Berg begon met karten in 1978 en maakte in 1980 de switch naar de autosport, hij ging racen in de ChampCar Atlantic Championship.
In 1983 maakte Berg de overstap naar het Britse Formule 3-kampioenschap, waar hij vijfde in het klassement werd achter onder andere Ayrton Senna en Martin Brundle. In 1984 werd Berg tweede in het eindklassement met acht tweede plaatsen.
In 1985 vertrok Berg weer naar Canada om sponsors te zoeken om deel te kunnen nemen aan de Formule 1. In 1986 kreeg hij de kans om voor Osella te rijden, maar bij deze laagvlieger wist Berg niet een punt te behalen.
Berg is na zijn carrière als autocoureur een raceschool begonnen in Calgary.